# Епархия Кошина
Епархия Кошина (лат. Dioecesis Coxinensis) — епархия Римско-Католической церкви с центром в городе Кошин, Бразилия. Епархия Кошина входит в митрополию Кампу-Гранди. Кафедральным собором епархии Кошина является церковь Святого Иосифа.

## История
3 января 1978 года Римский папа Павел VI издал, которой учредил епархию Кошина, выделив её из епархии Кампу-Гранди. Первоначально епархия Кошина входила в митрополию Куябы.
27 ноября 1978 года епархия Кошина вошла в митрополию Кампу-Гранди.

## Ординарии епархии
- епископ Clóvis Frainer (1978—1985)
- епископ Ângelo Domingos Salvador (1986—1991)
- епископ Osório Bebber (1992—1999)
- епископ Antonino Migliore (2000 — по настоящее время)

## Источник
- Annuario Pontificio, Ватикан, 2007